# تيموثي جاي سنكلير
تيموثي جاي سنكلير (بالإنجليزية: Timothy J. Sinclair)‏ هو اقتصادي وأستاذ جامعي بريطاني، ولد في 1963 في Taumarunui ‏ في نيوزيلندا.